# Огнєвий Костянтин Дмитрович
Огнєви́й Костянти́н Дми́трович (30 вересня 1926, Дніпропетровськ — 12 грудня 1999, Київ) — український оперний і естрадний співак (ліричний тенор). Народний артист УРСР (1972).

## Біографія
Народився 30 вересня 1926 року в Дніпропетровську. В ранньому віці втратив батька, який був репресований та помер у в'язниці. Відвідував музичну школу, деякий час навчався грати на скрипці. Захоплюючись популярними на той час піснями і стилем їх виконання, почав освоювати гітару та спів.
Під час Другої світової війни намагався потрапити на фронт, дописав собі один рік, але його вокальні дані і музична обдарованість були помічені і він потрапив до ансамблю Мінського військового округу (керівник — Олександр Дмитрієв). Потім був ансамбль Білоруського військового округу (керівник — Усачов Олександр Федорович). Далі — ансамбль Київського військового округу, де хормейстером був Венедиктов Микола Якович, батько Льва Венедиктова, у якого вже після війни прослуховувався Константин Огнєвий.
Після демобілізації та розформування ансамблю Костянтин вирішує навчатися співу. Спілкування з педагогом Є. Ручйовою та її декілька уроків допомогли майбутньому тенору сформувати професійне ставлення та розуміння власного вокалу. Він вступає до Дніпропетровського музичного училища і через рік усвідомлює, що для відчутних зрушень не вистачає базисних знань, тому розпочинає навчання з самих основ. Після закінчення училища, в 1950 році, всесоюзною комісією був направлений на прослуховування до Московської консерваторії, де звернув на себе увагу ректора Олександра Свєшникова, рішення якого було вирішальним при зарахуванні до студентів консерваторії К. Огнєвого, хоча сам Костянтин на той час вже вступив до Гнесінки. Спочатку навчався в Івана Назаренка, але згодом (бо не влаштовувала направленість навчання — хоровий спів) перейшов до класу Маргарити Гукової.

Могила К. Д. Огнєвого

На другому курсі Костянтин вже співав в оперній студії при консерваторії — Альмавіва, Ленський, Берендей. На останньому курсі його запросили до Києва для запису фонограми для документальної стрічки. У Києві він відвідує Київський оперний театр, де випадково потрапляє на прослуховування, та миттєво отримує пропозицію від директора театру Віктора Гонтаря про його дебют у театрі за два тижні. Ці події, звісно, відбилися на навчальному процесі, тому було прийнято рішення про відрахування Констянтина з консерваторії, але знов втрутився Свєшников: «Переможців не судять!» — зазначив він, дізнавшись про всі обставини, та дозволив закінчити навчання. Через деякий час, він запрошує Огнєвого на запис «Всеношної» Сергія Рахманінова.
У 1955 році дебютує на сцені Українського театру опери та балету, де працює солістом по 1973 рік.
З 1965 року і до останніх днів викладав у Київській консерваторії. З 1977 — доцент, з 1984 — професор, у 1985—1994 — завідувач кафедрою сольного співу.
У 1973 році Констянтин Огнєвой став солістом Київської філармонії, де працював по 1978 рік. У репертуарі співака арії з опер, пісні та романси українських і зарубіжних композиторів, українські народні пісні.
У виконанні найрізноманітніших жанрів, від класики до творів сучасних композиторів Костянтин Огнєвий завжди виявляв справжню музикальність, співочу культуру, чудову вокальну школу, вміння створити правдивий вокально-художній образ.
Першим з академічних співаків Костянтин Огнєвий почав виступати у супроводі інструментального ансамблю, до нього цього жанру не існувало. Вже потім з такими ансамблями співали Дмитро Гнатюк, Анатолій Солов'яненко, Микола Кондратюк та ін.
Костянтин Огнєвий проспівав біля 800 спектаклів у 20 операх українських, а також російських та інших зарубіжних авторів. Видано 15 платівок з його записами, близько 200 записів зроблено для фондів Українського радіо, знімався у телефільмах, озвучував кінофільми. Виступав з численними концертами у містах колишнього Радянського Союзу та за кордоном: у Албанії, Болгарії, Голандії, Індії, Індонезії, Канаді, на Кубі, Німеччині, Непалі, Польщі, Пакистані, Румунії, Франції, Фінляндії, Югославії, Японії та ін.
У Київській консерваторії Костянтин Огнєвий підготував понад 40 співаків. Серед його вихованців багато лауреатів конкурсів вокалістів, заслужених і народних артистів України, зокрема, В. Білоножко, І. Борко, С. Гіга, О.Кулько, Г. Кабка, С. Лемішко, М. Мозговий, В. Парубець, О. Пономарьов, Павло та Петро Приймаки, Б. Репка, О. Савченко, І. Христенок та ін., а також — тріо бандуристок Київської філармонії: Раїса Горбатенко й Лідія та Любов Криворотови.
Жив у Києві. Помер 12 грудня 1999 року. Похований на Берковецькому кладовищі.

## Творчість
Серед найкращих записів Костянтина Огнєвого у збірці Держтелерадіофонду:

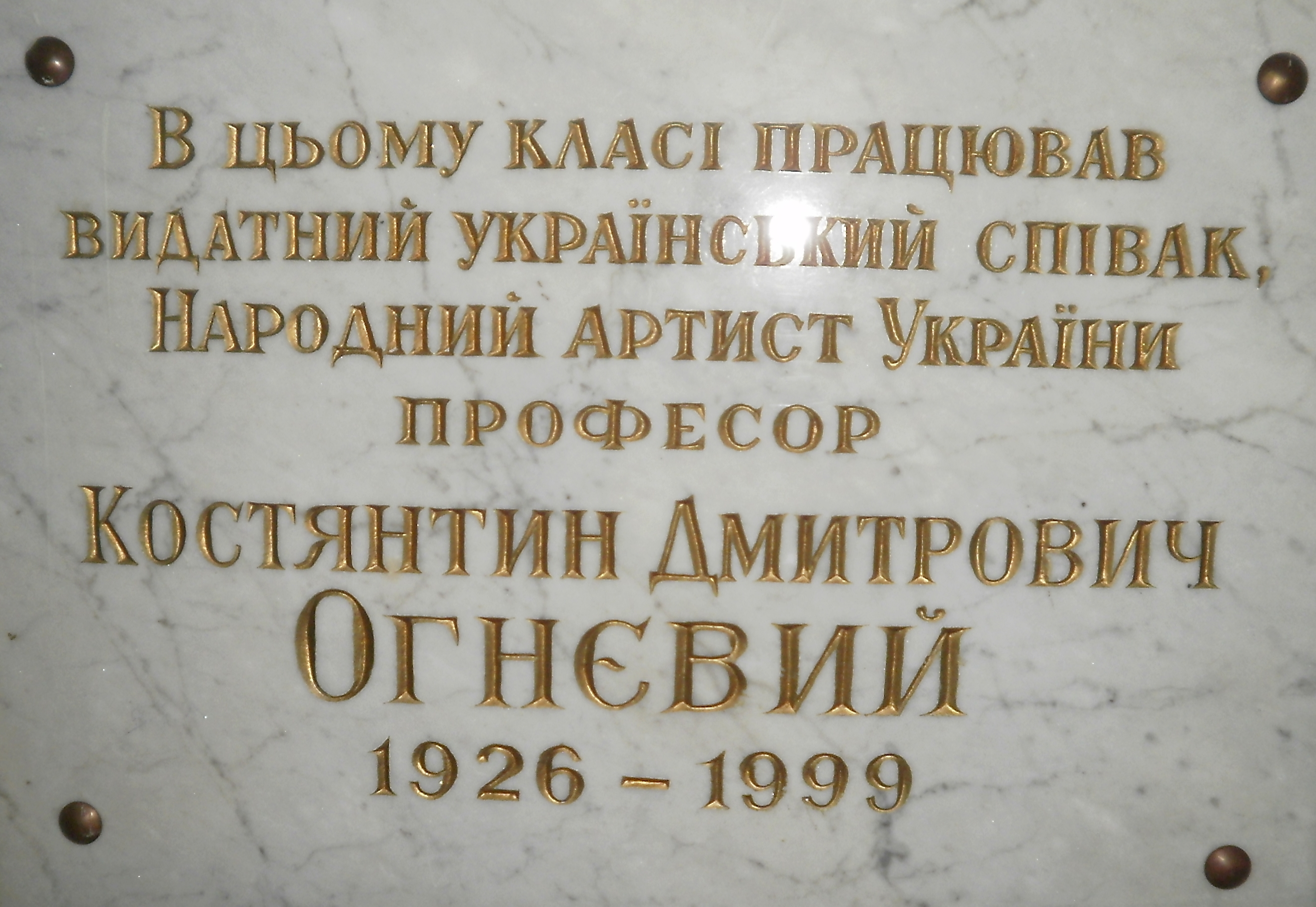
Меморіальна дошка Костянтинові Огнєвому в приміщенні Київської консерваторії

- опера Миколи Римського-Корсакова «Моцарт і Сальєрі» (партія Моцарта, Сальєрі — Борис Гмиря. Державна академічна капела УРСР «Думка», Л. Острін — фортепіано, симфонічний оркестр Українського радіо та телебачення, диригент В. Гнєдаш, запис 1964 року);
- запис 1958 року Серенади Арлекіна з опери «Паяци» Руджеро Леонкавалло з симфонічним оркестром Українського радіо і телебачення (диригент В. Тольба).

У 1960 році був першим виконавцем пісні «Чорнобривці» (музика Володимира Верменича, слова Миколи Сингаївського).
У 1962 році дует Костянтина Огнєвого та Юрія Гуляєва вперше виконав пісню «Києве мій» (музика Ігоря Шамо на слова Дмитра Луценка) на концерті з нагоди вручення містові Києву ордена Леніна.

## Видатні учні
Серед його учнів — народні артисти України Віталій Білоножко, Микола Мозговий, Ігор Борко, Олександр Пономарьов, заслужені артисти України Павло та Петро Приймаки, народний артист Росії Олег Кулько, лауреат міжнародних премій, кандидат мистецтвознавства Геннадій Кабка.